# Karl Wilhelm Effnert
Karl Wilhelm Effnert (* 13. Februar 1795 in Langenöls; † 27. November 1881 in Minden) war ein preußischer Generalmajor.

## Leben

### Herkunft
Karl Wilhelm war der Sohn des Pfarrers von Langenöls Abraham Effnert († 1812) und dessen Ehefrau Juliane, geborene Brückner († 1828).

### Militärkarriere
Effnert trat am 20. März 1813 als Freiwilliger Jäger in das 2. Ostpreußische Infanterie-Regiment der Preußischen Armee ein. Während der Befreiungskriege nahm er an den Belagerungen von Mainz und Laon sowie den Kämpfen bei Großgörschen, Bautzen, an der Katzbach, Leipzig, Borna, Bunzlau, Löwenberg, Hochkirch, Freyburg, Eisenach und dem Übergang bei Wartenburg teil. In der Zeit wurde er am 16. Februar 1814 Sekondeleutnant im 1. Bergischen Infanterie-Regiment.
Effnert wurde am 31. März 1815 in das 28. Infanterie-Regiment versetzt und am 19. Juli 1819 zum Premierleutnant befördert. Mitte Januar 1830 stieg er zum Kapitän und Kompaniechef. Er wurde am 8. März 1832 mit dem Eisernen Kreuz II. Klasse ausgezeichnet. Am 28. März 1841 wurde er zum Major befördert und am 19. Mai 1841 zum Direktor der Divisionsschule der 15. Division ernannt. Zudem wurde Effnert am 28. Juli 1841 Kommandeur des II. Bataillons im 25. Landwehr-Regiment. In gleicher Eigenschaft kam er am 16. Oktober 1844 in das 39. Infanterie-Regiment und avancierte am 19. November 1849 zum Oberstleutnant. Am 10. Oktober 1850 folgte seine Ernennung zum Kommandeur des 16. Infanterie-Regiment und am 19. April 1851 die Beförderung zum Oberst. Anlässlich des Ordensfestes erhielt Effnert im Januar 1854 den Roten Adlerorden III. Klasse mit Schleife. Unter Verleihung des Charakters als Generalmajor nahm er am 8. März 1855 seinen Abschied mit Pension. Er starb am 27. November 1881 in Minden.

### Familie
Effnert heiratete am 8. November 1839 in Trier Luise Günther (* 1804), eine Tochter des Präsidenten des Kriminalgerichtshofes in Karlsruhe Peter Günther. Das Paar hatte mehrere Kinder:
- Karl (1833–1866), Premierleutnant, gefallen bei Königgrätz[2] ⚭ 1861 Marie von Pannwitz (1840–1899)[3]
- Wilhelm (* 1835), Hauptmann a. D. ⚭ 1867 Marie von Pannwitz (1840–1899)
- Luise (1839–1908) ⚭ Karl Hubert von Eynatten (1826–1881)[4]